# Kamil Emanuel Gott
Kamil Emanuel Gott, vlastním jménem Emanuel Vohnout (* 22. ledna 1961, Praha) je český zpěvák a imitátor.
Vyučil se kuchařem. Občas vystupoval jako pouliční zpěvák. V roce 1995 jej pozvala kapela Maxim Turbulenc, ve které působil jeho bratr Pavel, na jednu akci, kde zazpíval a vzbudil pozornost agentury Monitor.
V současnosti zpívá se svou rodinnou kapelou, ve které vystupuje se svou dcerou Yvette.
Vydal pět studiových alb pod pseudonymem Kamil Emanuel Gott.

## Diskografie
- Chvastoun (1997)
- Kroky Kamila Emanuela Gotta (1998) (s Michalem Davidem)
- Dětské Písničky (2004)
- Krev Toulavá (Oblíbené Hity Karla Gotta) (2006)

## Politika
Ve volbách do Evropského parlamentu v červnu 2024 kandiduje za uskupení Česká republika na 1. místě! na 11. místě kandidátky.